# Justin Fashanu
Justin Fashanu (19 de febrer de 1961 - 2 de maig de 1998) va ser un jugador de futbol anglès que va jugar per una sèrie de clubs entre 1978 i 1997. El seu fitxatge pel Nottingham Forest Football Club el va convertir en el primer jugador negre amb un salari d'un milió de lliures. L'any 1990 Fashanu va ser tractat amb hostilitat quan –primer futbolista de primera– va sortir de l'armari com a homosexual. El 1998 va ser interrogat per la policia dels Estats Units quan un jove de disset anys el va acusar d'agressió sexual. La policia va abandonar el cas per falta de proves, però Fashanu es va suïcidar el maig d'aquell any, protestant perquè «ja havia estat considerat culpable».
Des de 2010, el 19 de febrer, dia del seu aniversari, se celebra el «Dia internacional contra l'homofòbia en el futbol».

## Infància i joventut
Va néixer com Justinus Soni, fill d'un advocat nigerià i d'una infermera guaianesa instal·lats a Anglaterra. Després de la separació dels pares, amb el seu germà John va ser enviat a una llar de l'associació caritativa Barnardo's. Quan tenia sis anys, ambdós germans van ser adoptats per Alf i Betty Jackson, i educats a Shropham, a prop d'Attleborough, Norfolk. De jove, va començar com boxejador i els arts martials i va atènyer dues finals nacionals en la seva categoria d'adolescent. Aviat va descobrir que el futbol era la seva vocació: com diu el seu germà John, que critica el racisme envoltant quan del poble on va créixer: «No hi havia cap banquer, advocat negre. Sabiem que la única manera per a un negre per fer diners era cantar, dançar o jugar futbol.»

## Carrera futbolística
Justin Fashanu va començar la seva carrera com a juvenil al Norwich City, convertint-se en un professional al desembre de 1978. Va debutar a la lliga el 13 de gener de 1979 contra el West Bromwich Albion, i es va establir al Norwich, marcant gols regularment, alguns de forma espectacular. El 1980 va guanyar el premi Goal of the Season (Gol de la temporada) de la BBC per un gol molt espectacular contra el Liverpool. Seguidament va esdevenir el primer jugador de futbol negre pel qual es va pagar 1 milió de lliures en ser traspassat al Nottingham Forest de Brian Clough l'agost de 1981 com a substitut de Trevor Francis.
La seva carrera es va encallar a mesura que les seves relacions amb Brian Clough van empitjorar. Clough, quan va descobrir que visitava locals homosexuals de nit va ser el primer d'una llarga llista d'homes que van fer la vida impossible a Justine Fashanu. Els seus gols i la seva confiança van desaparèixer al no poder adaptar-se a l'estil de joc i la forma de vida que demanava Clough, especialment després que aquest descobrís la seva homosexualitat i li prohibís fins i tot entrenar amb l'equip. A la seva biografia, Clough explica una discussió que va tenir amb Fashanu després d'escoltar els rumors sobre que anava a bars d'ambient gai. «On vas si vols una llesca de pa?» li vaig preguntar. «Al forner, suposo.» «On vas si vols una pota de xai?» «Al carnicer.» «Aleshores, per què segueixes anant a aquell maleït club de maricons.» L'agost de 1982 va ser cedit al Southampton (marcant 3 gols en 9 partits) i el desembre d'aquell any va anar al rival local, el Notts County, per només 150.000 lliures. Va marcar 20 gols en 64 partits abans d'anar-se'n al Brighton & Hove Albion el juny de 1985 per 115.000 lliures, on una lesió al genoll semblava posar fi a la seva carrera. Va anar als Estats Units per operar-se i va començar a jugar de nou, inicialment amb Los Angeles Heat i després amb els Edmonton Brickmen i els Hamilton Steelers del Canadà.
Va tornar al Regne Unit i va intentar ressuscitar la seva carrera futbolística, incorporant-se al Manchester City el 23 d'octubre de 1989, jugant dos cops a primera divisió. El 20 de novembre, només un mes després d'incorporar-se al club, fou traspassat al West Ham United, intentant-ho després amb l'Ispwich Town. El març de 1990 es va incorporar al Leyton Orient, i més tard al Southall, que no jugava a la lliga, com a jugador-entrenador, abans de passar l'estiu amb els Toronto Blizzard. Després de deixar al Toronto, va tornar a Anglaterra per firmar amb el semi-professional Leatherhead.

## Sortida de l'armari
El 1990 es va declarar públicament com a homosexual en una entrevista en exclusiva per The Sun, convertint-se en l'únic jugador de certa importància en fer-ho fins aquell moment. El titular del 22 d'octubre de 1990, deia: «£1m Football Star: I am gay» («Estrella futbolística d'1 milió de lliures: sóc gai»). Va afirmar haver tingut una aventura amb un membre del parlament conservador casat que va conèixer en un bar gai de Londres i «vam acabar al llit junts al seu pis.» Molts dels seus anteriors companys van declarar rabiosament en contra de Fashanu i van afirmar que homosexuals no tenien lloc en els esports d'equip. Tot i que afirmava, en general, que era acceptat pels seus companys d'equip, Fashanu admetia que de vegades feien acudits maliciosos sobre la seva orientació sexual i també va esdevenir el principal blanc dels insults públics.
En resposta a les declaracions de Fashanu una setmana després, el seu germà John Fashanu, també futbolista, va concedir una entrevista exclusiva al diari The Voice, que la va titular: «John Fashanu: My Gay Brother is an outcast» («John Fashanu: el meu germà gai és un pària»). John va declarar que als anys noranta havia pagat 75.000 lliures a Justin per convènce'l de no fer cap sortida de l'armari. La descoberta de la identitat sexual de son germà per a ell va ser l'«Hiroshima i Nagasaki» de llur vida. «Ara,» va continuar en una intervista el 2015, «m'adono que era un error. Era el resultat de la meva pròpia ignorància.»
Justin Fashanu va ser entrevistat el 1991 per al número de juny de Gay Times, amb la seva fotografia a la portada. A la revista s'explicava la situació com que «The Sun va treure un conte amb històries fascinants de trobades sexuals amb membres del parlament anònims, jugadors de futbol i estrelles de pop, que segons afirmava [Fashanu] eren en gran part falses. Tot i això va aconseguir, gràcies a les declaracions, una gran suma de diners, tot i que afirma que li van oferir sumes fins i tot majors per altres que no volien sortir de l'armari. Admet que no estava prou preparat per la violenta reacció que va seguir i la seva carrera al futbol […] ha patit un ‘gran dany’. Tot i que està completament en forma, cap club li ha ofert un contracte a temps complet des que la història va aparèixer per primer cop».
L'interès de la premsa groga amb Fashanu va augmentar quan va començar a sortir amb l'actriu Julie Goodyear, que havia actuat al serial Coronation Street i que recentment havia venut històries a la premsa sobre el seu passat lèsbic. La relació va durar poc.

## Carrera posterior
Va fitxar pel Newcastle United el 24 d'octubre de 1991, però mai va jugar al primer equip i l'entrenador Osvaldo Ardiles es va negar a donar-li un contracte permanent. Va firmar pel Torquay United el 23 de novembre de 1991, aparentment un dels pocs equips disposats a donar-li una oportunitat. Mentre era al Plainmoor, va continuar apareixent a la premsa del cor, sobretot per la seva relació amb l'actriu Julie Goodyear, però després de tot va aconseguir impressionar al terreny de joc, jugant en 21 partits de la lliga d'aquella temporada i marcant deu gols. El Torquay, però, va baixar a tercera divisió. Després de nomenar Ivan Golac com a entrenador del Torquay el febrer de 1992, Fashanu va aconseguir el lloc d'ajudant i va mantenir el lloc fins a la fi de la temporada, quan Golac va ser substituït per Paul Compton.
L'abril de 1992 va ser multat amb 263 lliures, i se li va retirar el carnet de conduir durant 28 dies per excés de velocitat i negar-se a lliurar el carnet. El febrer de 1993, amb el Torquay lluitant contra el descens a la quarta divisió de la GM Vauxhall Conference, Fashanu, es va oferir com a entrenador pel lloc que havia deixat vacant Campton, però va ser denegat en favor de Neil Warnock. Poc després, Fashanu va abandonar l'equip per jugar a l'Airdrieonians, però no va poder evitar el descens a la segona divisió escocesa.
Fashanu va marcar 15 gols en 41 partits, una bona mitjana si es té en compte que va estar dues temporades amb equips que lluitaven per evitar el descens. Va abandonar l'Airdrie el 1993, jugant a Suècia amb el Trelleborgs FF, abans de tornar a Escòcia amb el Heart of Midlothian Football Club el juny de 1993. El seu contracte va ser rescindit el 1994 per «comportament poc professional» (va intentar vendre una sèrie d'històries sobre si mateix i de diversos ministres a la premsa) i va tornar als Estats Units a entrenar un equip juvenil a Geòrgia. Més tard es va traslladar a Austràlia per jugar amb l'Adelaide City i més tard a Nova Zelanda per jugar amb el Mirimar Rangers el 1997, abans d'unir-se als Atlanta Ruckus a la primavera d'aquell any. A Atlanta va ser suspès per incomplir el contracte. Es va desplaçar a Ellicott City (Maryland) per entrenar el Maryland Mania, un nou equip professional de segona divisió de l'USL A-League, per seguidament anunciar oficialment la seva retirada del futbol professional.

## Acusacions i suïcidi
El 25 de març de 1998, un jove de disset anys va declarar a la policia que havia estat atacat sexualment per Fashanu després d'una nit de begudes. Fashanu va ser interrogat el 3 d'abril, però no va ser detingut. La premsa va informar àmpliament que la policia va arribar més tard amb una ordre de detenció per agressió sexual de segon grau. Tot i així, Fashanu ja havia tornat a Anglaterra. El matí del 3 de maig de 1998, es va trobar el cos sense vida de Fashanu a un garatge abandonat al barri de Shoreditch de Londres. A la nota de suïcidi afirmava: «M'he adonat que ja he estat condemnat culpable. No vull continuar sent una vergonya per als meus amics i familiars […] espero que el Jesús que estimo em doni la benvinguda i finalment trobi la pau».
Una investigació realitzada a Londres el 9 de desembre del mateix any va mostrar que no existia cap ordre de detenció per Fashanu i que la policia dels Estats Units havia abandonat el cas per falta de proves. La investigació va concloure que va ser un suïcidi.

## Llegat
- Fashanu va ser el número 99 a la llista dels «500 herois gais i lèsbics» a The Pink Paper.[22] Una dècada després de la seva mort, Justin Fashanu quedava l'únic futbolista professional –de primera divisió– que va sortir de l'armari quan encara era actiu, fins que ho va fer Robbie Rogers el 2013 i Thomas Hitzlsperger tot just retirar la carrera el 2014.
- El juny 2017, va sortir el documental Forbidden Games (jocs prohibits), dedicat a la seva vida i realitzat per Jon Carey i Adam Darke.[23][24]
- Es va triar el 19 de febrer, dia de naixement de Fashanu per celebrar el «Dia internacional contra l'homofòbia en el futbol».[25][26]